# Iglesia de Santa María la Nueva (Zamora)
La iglesia de Santa María la Nueva es un templo románico ubicado en la ciudad de Zamora, España. En la plaza de Santa María la Nueva. Se trata de una de las iglesias zamoranas construida a comienzos del siglo XII. Quemada durante el motín de la Trucha en 1158 fue edificada de nuevo. De nave espaciosa, resultado de la fusión de sus tres naves primitivas. Fue declarada Bien de Interés Cultural en 1945. De su interior destaca la pila bautismal del siglo XIII.

## Historia
Algunos autores datan un templo en esta posición en el siglo VII. Fue construida a inicios del siglo XII bajo la advocación de San Román pero en 1158 el templo fue incendiado por el pueblo zamorano durante el Motín de la Trucha quemando a los nobles que había reunidos en su interior. La iglesia se reconstruyó por orden real y cambió su nombre por el actual de Santa María la Nueva. Según documentos del siglo XV, en 1158 los plebeyos de la ciudad apoyaron al hijo de un zapatero, llamado Benito Pellitero, que se resistió ante el despensero de un noble que quería arrebatarle la trucha que había adquirido en el mercado y prendieron fuego a esta iglesia cuando en su interior se encontraban reunidos los nobles para tratar el castigo que debería recaer sobre ellos. La cabecera y la fachada sur se mantienen igual que en el templo primitivo, es posible que se salvaran de la quema.
La tradición de ser lugar para la junta de caballeros e hidalgos se mantuvo posteriormente al incendio. En la junta celebrada en la iglesia el día de Reyes de 1531 se produce una disputa entre los nobles Francisco de Monsalve y Diego Mazariegos. En la discusión el joven Diego Mazariegos pone la mano encima al anciano Francisco de Monsalve que por el disgusto fallece el día después. Este suceso hizo que el hijo de Francisco regresase pronto de su estancia en Grecia, con el objetivo de vengar la afrenta. El duelo entre ambos no se produjo por ofrecer públicamente su espada rendida al hijo del agresor. En esta iglesia se encontró el Archivo General de Hijosdealgo, pragmáticas, discursos reales, etc. a partir de 1380 (esta información se encuentra reunida a comienzos del siglo XXI en el Archivo Provincial de Zamora).

## Características
Originariamente tuvo tres naves, pero actualmente presenta una amplia nave de tres tramos, más capilla mayor de tramo recto con ábside de planta semicircular, así como dos pequeñas estancias en sus laterales. En esta iglesia se combinan las características del románico pleno de su cabecera y el tardorrománico del resto del templo. Posee tres entradas, siendo la más antigua la de arco apuntado.
De su interior destaca su ábside semicilíndrico, decorado con siete arcos sobre columnas con delgados fustes, y en el que se abren tres ventanales. A cada lado del ábside se abren dos capillas planas. También destaca su portada meridional en la que destaca un arco apuntado.
En su interior, bajo el cuerpo de la torre, se encuentra una pila bautismal de piedra tosca zamorana y de estilo románico con siete arcos labrados y bajo ellos hay relieves de figuras alegóricas del bautismo de Cristo y figuras de profetas, apóstoles y un ángel turiferario (portador de un incensario). La pila data del siglo XIII.
En el muro norte del primer tramo de la nave se conserva, protegida mediante una rejilla gótica, la hendidura por la que, según la tradición, salieron las Sagradas Formas para alojarse en el Beatario de las Dueñas cuando fue incinerada la iglesia durante el Motín de la Trucha.
En la capilla mayor recibe culto la escultura del Jesús Yacente que, de hacia 1636, fue tallada por Francisco Fermín, discípulo de Gregorio Fernández, para la capilla funeraria que los Enríquez poseían en el desaparecido convento que los dominicos tenían en la ciudad de Zamora.

## Planta
Su planta es rectangular, en estilo románico del siglo XI, actualmente de una sola nave (8) de tres tramos con ábside (3) de cabecera semicircular y tramo recto en el presbiterio, reforzado con grandes contrafuertes. La torre (5) de planta cuadrangular se sitúa en el suroeste del templo. Dispone de portadas en las fachadas norte, sur y oeste.
Realizada con sillería de piedra arenisca local, presenta la orientación litúrgica habitual.

El acceso al templo se efectúa por el pórtico Sur (2) protegido por un pequeño atrio.

## Marcas de cantero
Se han identificado 329 signos de 126 tipos diferentes, con predominio de trazo recto, con perfil y trazo normal.

Su distribución por zonas puede verse en el informe ‘Distribución’.

En el informe 'signos rectores', se aprecia que hay 1 logia de canteros que trabajaron en la fachada norte y sur, 9 en la este, 1 en la oeste y 5 en el baptisterio.
El resto de signos pueden agruparse en aspas, ángulos, posición de sillar, etc. habituales en todos los edificios. Algunas de ellas, en especial los ideogramas, tiene un significado simbólico religioso, de protección del templo y de órdenes religiosas y monásticas.
Las tipologías identificadas corresponden a:

Rectas 42,9%, curvas 18,6%, caracteres alfanuméricos 23,4%, figuras geométricas 2,4%, ideogramas 12,2%, otros tipos 10%.

La morfología y complejidad de los signos es media, 1 a 16 trazos, características típicas de una etapa constructiva de estilo gótico, ver informe "Etapas históricas".

El número de sillares con marca, 5.44%, es típica de otras construcciones similares de la zona.